# Lier (Noorwegen)
Lier is een gemeente in de Noorse provincie Buskerud. De gemeente telde 25.740 inwoners in januari 2017.

## Plaatsen in de gemeente
- Lierbyen (met Lier)
- Fagerliåsen/Poverudbyen
- Oddevall/Sjåstad
- Kjenner
- Sylling
- Tranby

## Geboren
- Viggo Brun, wiskundige

Ål · Drammen · Flå · Flesberg · Gol · Hemsedal · Hol · Hole · Kongsberg · Krødsherad · Lier · Modum · Nesbyen · Nore og Uvdal · Øvre Eiker · Ringerike · Rollag · Sigdal

Voormalige gemeente: Hurum · Nedre Eiker · Røyken